# 加米施-帕滕基兴县
加米施-帕滕基兴县（Landkreis Garmisch-Partenkirchen）是德国巴伐利亚州的一个县，隶属于上巴伐利亚行政区，首府加米施-帕滕基兴。

## 華語譯名
由於兩岸對於德國行政區「Landkreis」翻譯的不同，台灣稱為「郡」；中國大陸稱為「县」。

## 地理
加米施-帕滕基兴县北面与魏尔海姆-雄高县，东面与巴特特尔茨-沃尔夫拉茨豪森县，南面与奥地利的蒂罗尔州，西面与东阿尔高县相邻。